# Etnopoètica

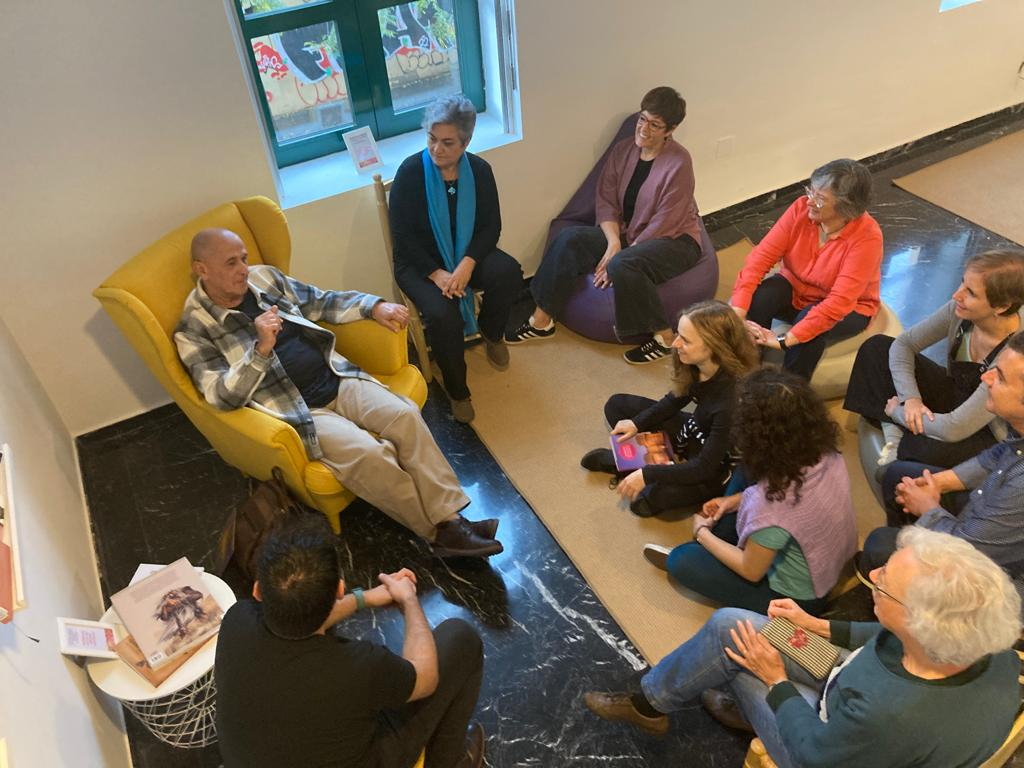
Narració de rondalles a L'ETNO de València. Explicar rondalles és una manifestació etnopoètica.

L'etnopoètica és la branca del folklore que estudia les manifestacions artístiques de base verbal.

## Història
De creació recent, el terme etnopoètica ha estat utilitzat des de disciplines que estudien l'art verbal, com ara la crítica literària, l’antropologia, l’etnografia, la folklorística, la lingüística, la literatura o la traducció.
Jerome Rothenberg va crear el terme ethnopoetics l’any 1969. La seva preocupació era traduir millor la poesia oral de les cultures ameríndies perquè no es perdés la força de la seva interpretació, en aspectes com la veu, el gest o el moviment. En les dècades del 1970 i 1980 els estudis d’etnopoètica es van fer extensius a la narrativa oral.
L’antropòleg Dennis Tedlock va idear un codi per incloure dins dels textos informació sobre els gestos, les expressions facials, els silencis o les pauses. Ho va aplicar a l'anàlisi de la poètica narrativa de les cultures indígenes americanes.
Posteriorment, el lingüista Dell Hymes va buscar les regularitats que es produïen en la poesia oral, i va destacar la importància de les repeticions, de les fórmules inicials i finals i d'altres estructures que caracteritzen determinades formes de la poesia oral.
En els estudis d'humanitats i ciències socials, l'etnopoètica reconeix i valora les diferències pel que fa a l'estructura o estètica de la poesia i la narració oral de cada cultura, amb una atenció especial a la valoració del context.

## Estudis de folklore
Els folkloristes s'han fet seu el terme etnopoètica i l'han aplicat a l'estudi de les tradicions orals posant en valor l'aspecte estètic. El folklore entès com art verbal i com a forma de comunicació artística ha caracteritzat bona part dels estudis folklòrics de les darreres dècades del segle xx. En aquest punt destaca l'aportació de la folklorista israeliana Heda Jason.
Jason va escriure tres llibres destacats per estudiar aquest terme. Són A multilingual terminology, Ethno-poetry: form, content, function i Motif, type and genre. Per a Jason l'etnopoètica estudia l’art verbal realitzat per persones amb talent en un procés d’improvisació.
En l'àmbit acadèmic català la introducció del terme s'atribueix a Josep Maria Pujol i Sanmartín, a través de l'article «Literatura tradicional i etnopoètica: Balanç d’un folklorista», que va publicar el 1985 i que també es recull a la seva obra completa. Va ser la primera aparició del terme en una publicació científica catalana.

## Alguns gèneres etnopoètics
1. Rondalles: rondalles d'animals; rondalles meravelloses; rondalles no meravelloses (religioses, d'enginy, de gegants beneits); contarelles (betranades, contarelles de beneits, facècies, contarelles de mentides); rondalles formulístiques; antirondalles.
2. Mites.
3. Llegendes: llegendes del passat; llegendes contemporànies i pseudollegendes; llegendes etiològiques i tradicions explicatives.
4. Relats sobre experiències reals: succeïts i pseudosucceïts; anècdotes; relats d'experiències personals.
5. Acudits.
6. Fórmules: motius locals; refranys i fraseologia en general; endevinalles; enigmes; fórmules de fonació (entrebancallengües, xibolets, mimologismes); fórmules rimades.
7. Cançons: cançons llargues o narratives; cançons curtes (de ronda, de treballada, de captar, de bressol, etc.); cantarelles.
8. Gèneres etnopoètics no orals: folklore de fotocòpia; epistolografia; dedicatòries; grafits; folklore on line.[5]